# Meioneta frigida
Meioneta frigida là một loài nhện trong họ Linyphiidae.
Loài này thuộc chi Meioneta. Meioneta frigida được Alfred Frank Millidge miêu tả năm 1991.